# Kostel Nejsvětější Trojice (Dobříš)
Kostel Nejsvětější Trojice v Dobříši je římskokatolický kostel.
Stojí na místě bývalé loretánské kaple, kde jej nechal v letech 1794–1797 postavit František Gundakar I. kníže z Colloredo-Mannsfeldu.

## Historie

### Loretánská kaple
Loretánskou kapli, která stála původně na místě kostela, dal postavit majitel dobříšského panství František Maxmilián hrabě Mansfeld v 70. letech 17. století. Santa Casa sloužila i jako zámecká kaple, o kterou se staral zámecký kaplan. Obklopovala ji ohradní zeď a v její podélné ose stála na východní straně zvonice.

### Kostel
Kostel nechal v letech 1794–1797 postavit František Gundakar I. kníže z Colloredo-Mannsfeldu. Vysvěcení mělo proběhnout 27. října 1797, nezachoval se o něm však žádný doklad. První důkladná oprava proběhla v roce 1867 za faráře Františka Badůňka. Během opravy byl obnoven hlavní oltář, na který byl umístěn obraz Nejsvětější Trojice z roku 1867 od malíře Josefa Hellicha.
Koncem 19. století proběhlo ještě několik úprav, kdy byl mimo jiné přemístěn vchod na kůr z vnějšku kostela.
Další důkladná obnova kostela proběhla po povýšení dobříšské fary na děkanství, což se stalo 31. 12. 1901. Kostel byl tehdy opraven v čistě barokním slohu. Autorem návrhu rekonstrukce Antonín Wiehl, významný architekt druhé poloviny 19. a počátku 20. století a představitel historismu a české neorenesance.
V průběhu dalších let probíhaly různé úpravy, zatím poslední oprava vnějšího pláště kostela proběhla v roce 2006 a uvažuje se o opravě interiéru. V letech 1996–9 byl kostel kvůli havarijnímu stavu střechy uzavřen.

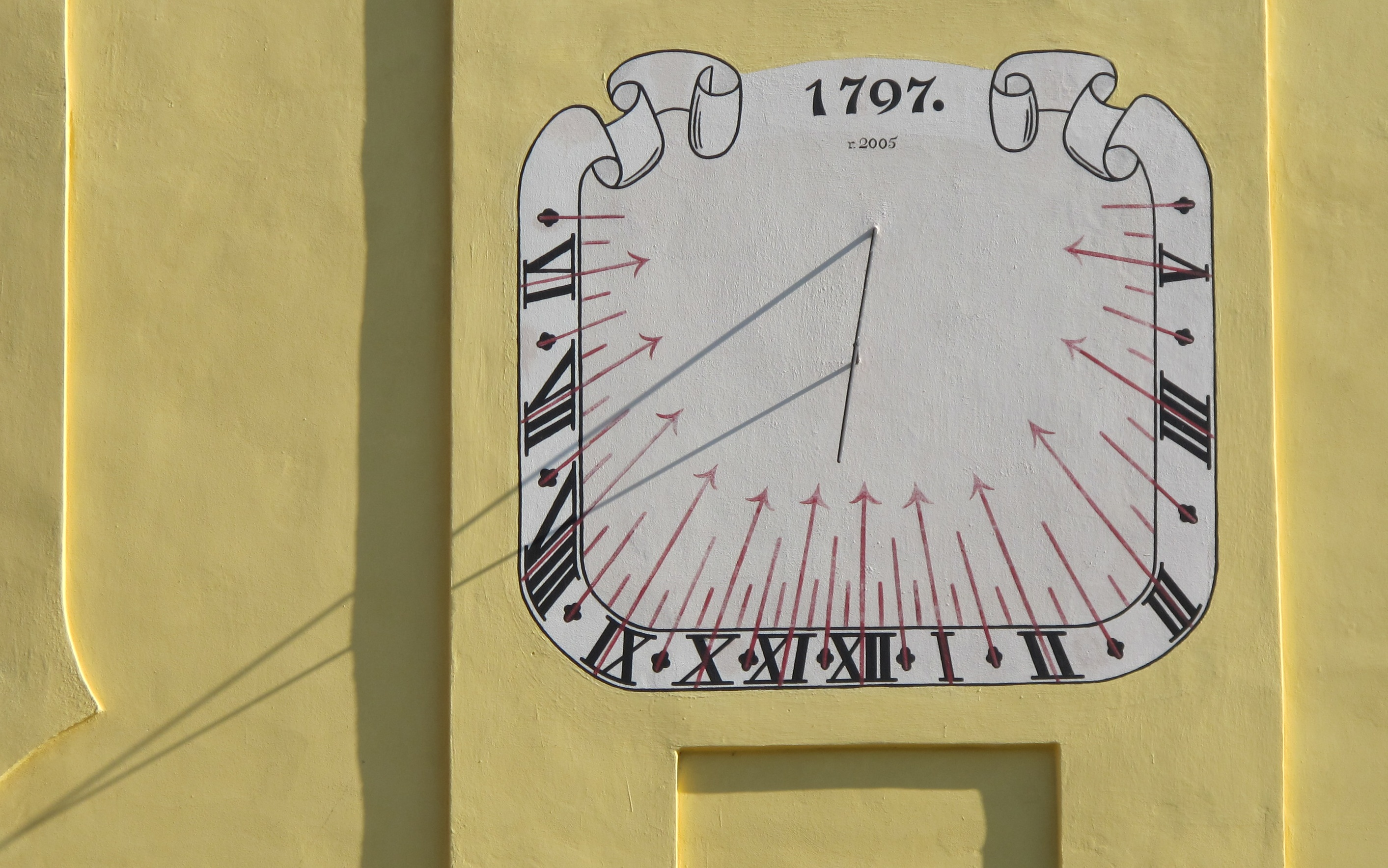
Sluneční hodiny na kostele

## Výzdoba
Hlavní oltář je opatřen obrazem Nejsvětější Trojice, boční oltáře jsou zasvěceny Panně Marii a sv. Janu Nepomuckému.
Výzdobu stropu presbytáře a lodi provedl akad. malíř Jaroslav Filip. Kostelní strop je rozdělen na tři díly:
Nad kněžištěm je "oslava Nejsvětější Svátosti" a také erb kardinála Lva Skrbenského, který roku 1907 kostel opětovně vysvětil.
V kostelní lodi je zobrazeno "obětování obnoveného chrámu Páně Nejsvětější Trojici a sv. patronům země České". Také se zde nachází obraz dobříšského zámku z parkové strany a podobizny patronů Josefa a Ivony, knížat z Colloredo-Mannsfeldu.
Na dalších obrazech v chrámové lodi je zobrazen "nebeský sněm sv. patronů českých".
V rozích hlavní lodě jsou obrazy čtyř církevních otců: svatý Jeroným, svatý Augustin, svatý Řehoř a svatý Ambrož.
Na oknech hlavní lodě jsou vyobrazeni svatý Václav, Jan Nepomucký, Ježíš a Panna Maria.

## Zvony
Původně visely na věži kostela tři zvony z roku 1797. Jména zvonů byla: Nejsvětější Trojice, sv. Jan Nepomucký a sv. Florián. Dva větší zvony byly sejmuty za první světové války, roku 1929 byly nahrazeny novými, které však byly zabaveny za 2. světové války. Dlouhou dobu visel na věži pouze nejmenší zvon, Florián (průměr 57 cm) přelitý v roce 1868. Roku 2001 byl přidán nový zvon, Svatý Tomáš, který posvětil Giovanni Coppa.